# چاکی اتکینز
چاکی اتکینز (انگلیسی: Chucky Atkins؛ زادهٔ ۱۴ اوت ۱۹۷۴) بازیکن بسکتبال اهل ایالات متحده آمریکا است.
از باشگاه‌هایی که در آن بازی کرده‌است می‌توان به ممفیس گریزلیز، اورلندو مجیک، واشینگتن ویزاردز، سیبونا زاگرب، بوستون سلتیکس، دنور ناگتس، اکلاهما سیتی تاندر، لس آنجلس لیکرز، فینیکس سانز، و دیترویت پیستونز اشاره کرد.
وی در مسابقات کشوری و بین‌المللی در مجموع برندهٔ ۱ مدال طلا شده‌است.